# Carlo Luigi Morichini
Carlo Luigi Morichini (ur. 21 listopada 1805 w Rzymie, zm. 26 kwietnia 1879 tamże) – włoski duchowny rzymskokatolicki, kardynał.

## Życiorys
Kształcił się w Rzymie. Tam uzyskał doktoraty utroque iure i z teologii. Święcenia kapłańskie otrzymał 20 grudnia 1828. Był sekretarzem abp Pietro Marini, przyszłego kardynała, ówcześnie audytora Roty Rzymskiej. W latach 1833–1837 pracował w Świętej Kongregacji Dobrego Rządu. Później związany był również z Sygnaturą Apostolską, Świętą Kongregacją Soboru i Kamerą Apostolską.
21 kwietnia 1845 otrzymał nominację na tytularnego arcybiskupa Nisibi i nuncjusza w Bawarii. Konsekrowany przez kardynała Luigi Lambruschini. W roku 1847 powrócił do Kurii i został skarbnikiem Kamery Apostolskiej. W roku kolejnym zrezygnował z tej funkcji i został prefektem Pałacu Apostolskiego.
Na konsystorzu z marca 1852 kreowany kardynałem prezbiterem S. Onofrio. Trzy dni później mianowany biskupem diecezji Jesi. Dwukrotnie aresztowany przez Piemontczyków, raz po bitwie pod Castelfidardo w 1860, drugi raz w 1864, gdy przetransportowano go do Ankony i uwolniono po dwóch tygodniach. 24 listopada 1871 przeniesiony na stolicę metropolitalną Bolonia. W roku 1876 ponownie powrócił do Rzymu. 12 marca 1877 awansowany do grona kardynałów biskupów. Brał udział w konklawe 1878. Był następnie przez krótki czas prefektem Kongregacji Soboru, a od 15 lipca 1878 do swej śmierci przewodniczył Trybunałowi Sygnatury Sprawiedliwości. Pochowany został na Campo Verano.